# Radio Clásica (Uruguay)

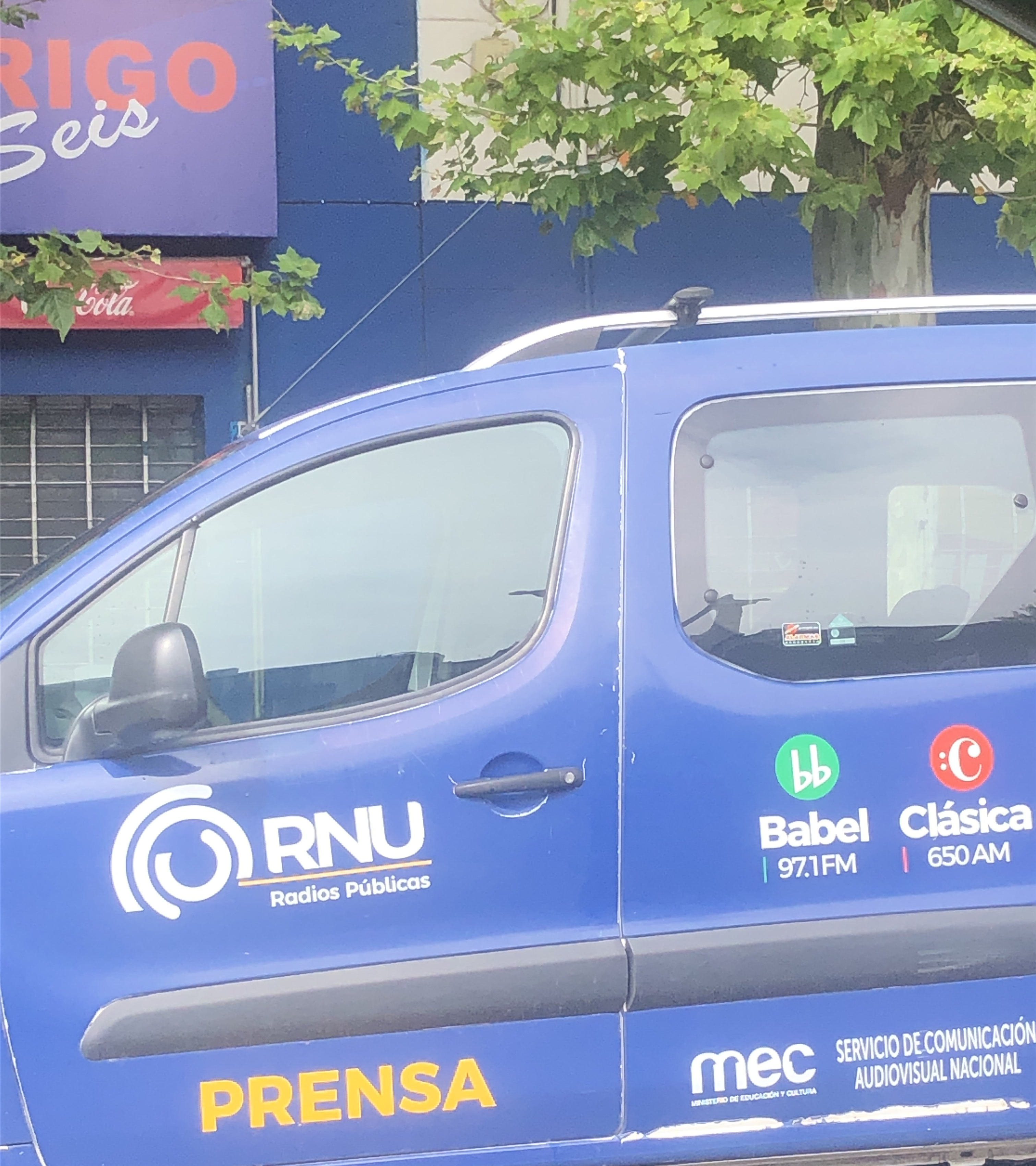
Móvil de Radio Clásica

Radio Clásica es una emisora de radio uruguaya perteneciente al sistema público de radiodifusión. su programación es musical y está enfocada en la difusión de música lírica y clásica.

## Historia
Su creación, fue producto de un error, luego de que una estación de telegrafía  adquiriese una estación telefónica y no telegráfica. Es así que comienza a gestionarse el proyecto de crear una radioemisora oficial en Uruguay, designandose una comisión para su cometido.  Pronto CWO Radio Oficial, en ese entonces la primera denominación que adquirió la emisora oficial, comenzaría emitiendo y en sus primeras emisiones se retransmitieron las funciones del Teatro Colón de Buenos Aires que emitía LS1 Radio de la Ciudad.
Finalmente el 18 de diciembre de 1929 es creado el Servicio Oficial de Difusión, Radioeléctrica, quien se encargaría de gestionar la emisora oficial. Para ese entonces, CWO Radio Oficial, ya había adquirido la característica y denominación de CX 6 SODRE. La emisora comenzaría a emitir de forma ininterrumpida el 1 de abril de 1930, siendo la única emisora del instituto, hasta los años cuarenta. Es por eso que su programación en sus inicios fue muy amplia y variada, tanto con programas periodísticos, de entretenimiento, artísticos y musicales, así como la difusión de los espectáculos brindados por los cuerpos estables del instituto. Fue tan amplia su programación, que en julio de 1930, conmemoración del centenario del Uruguay y celebración de la primera Copa Mundial de Fútbo  en el país, que fue la única emisora encargada de cubrir dicho acontecimiento, y la primera en emitir un evento deportivo en vivo desde el Estadio Centenario. 
Con la aparición de otras emisoras, CX 6 se consolidó como una emisora  enfocada en la difusión de música lírica y clásica, así como la transmisión de espectáculos de los respectivos cuerpos del instituto que la gestionaba.
En el año 2015, muchas décadas después de su creación el Servicio de Radiodifusión del SODRE, deja de gestionar las radios oficiales, por lo que Radiodifusión Nacional  pasa a ser una dependencia del Servicio de Comunicación Audiovisual Nacional.

## Logos
|  |
|  |

|  |
|  |